# Gen Shōji
Gen Shōji, (昌子 源 Shōji Gen) född den 11 december 1992 i Kobe, är en japansk fotbollsspelare som sedan 2020 spelar i den japanska klubben Gamba Osaka i ligan J.League. Den 15 december 2014 tog Japans förbundskapten ut Shōji till det asiatiska mästerskapet i fotboll 2015.